# Мильян, Лаутаро
Джованни Лаутаро Мильян (исп. Giovanni Lautaro Millán; род. 16 августа 2005, Баия-Бланка, Буэнос-Айрес) — аргентинский футболист, полузащитник клуба «Индепендьенте».

## Клубная карьера
Мильян — воспитанник клуба «Индепендьенте». 27 мая 2024 года в матче против «Велес Сарсфилд» он дебютировал в аргентинской Примере в составе последнего. 8 марта 2025 года в поединке против «Сан-Лоренсо» Лаутаро забил свой первый гол за «Индепендьенте».